# Semàntica
La semàntica, en un sentit ampli, és la part de la lingüística que estudia la paraula, concretament tot allò relacionat amb el seu significat. Etimològicament el seu nom ve del grec σημαντικός sēmantikós, 'sema', que vol dir 'signe'. Com a disciplina va néixer al segle xix.
Analitza els components i la transmissió del significat i determina les relacions que s'estableixen entre els mots. Aquestes relacions són (a) la sinonímia: s'estableix entre dos o més mots amb significats semblants, (b) l'antonímia: s'estableix entre mots amb significats oposats, (c) l'homonímia: s'estableix entre mots que, tot i tenir significats diferents, coincideixen formalment (comparteixen un mateix significant) per una qüestió d'evolució històrica. Hi ha casos d'homonímia parcial, en què cadascun dels mots té una categoria gramatical diferent i, per tant, el mateix contingut sintàctic actua com a desambiguador; i casos d'homonímia exulta, quan ambdós mots comparteixen els trets morfològics i, com a resultat, cal que el context actuï com a element desambiguador, (d) la polisèmia: s'estableix quan a un mateix significant li corresponen diversos significats a conseqüència d'un procés de transferència semàntica.
La semàntica és una disciplina propera a la filosofia, per l'anàlisi dels conceptes; a la psicologia, per l'estudi de la ment humana i de la comunicació; a la lexicologia, perquè ajuda a definir els mots; a la sintaxi, ja que assigna papers temàtics a funcions dins de la frase i a moltes altres branques del saber. De fet, des de l'anomenat "gir lingüístic" del coneixement al segle xx, la semàntica s'ha convertit en una ciència auxiliar útil per a qualsevol apropament a la realitat.

## Semàntica lingüística
La lingüística és la disciplina on originalment es va introduir el concepte de semàntica. La semàntica lingüística contrasta amb dos aspectes més que intervenen en una expressió amb significat: la sintaxi i la pragmàtica.
La sintaxi només estudia les regles i principis sobre com construir expressions interpretables semànticament a partir d'expressions més simples, però en si mateixa no permet atribuir significats. La semàntica és l'estudi del significat atribuïble a paraules i expressions sintàcticament ben formades d'un llenguatge, i examina la manera com els significats s'atribueixen a les paraules, les seves modificacions a través del temps, i els seus canvis per nous significats. Com a exemple, la lexicografia és una part de la semàntica que tracta de descriure el significat de les paraules d'un idioma en un moment donat, i sol exhibir-ne el resultat en la confecció de diccionaris.
D'altra banda, la pragmàtica fa referència a com les circumstàncies i el context ajuden a decidir entre alternatives d'ús o interpretació. Gràcies a la pragmàtica es pot interpretar perquè una mateixa frase pot ser usada també amb fins humorístics o irònics. A més, la pragmàtica redueix l'ambigüitat de les expressions, seleccionant només un conjunt adequat d'interpretacions en un context determinat.

## Escoles teòriques
En semàntica, predominen un seguit d'escoles, la majoria en consonància amb els corrents teòrics sobre la gramàtica en general. La semàntica estructuralista i els seus derivats proposen analitzar el significat d'un terme per trets o característiques, de manera que es puguin establir classes, categories o camps que distingeixin els mots que comparteixen unes determinades propietats referencials dels que no les tenen, seguint la teoria de conjunts.
Els partidaris del referencialisme entenen una paraula com un símbol i estudien com vehicula una idea mental o representació, o com serveix per a comunicar una part de la realitat a altres persones, centrant-se en la relació amb l'exterior.
La lingüística cognitiva té en la semàntica un dels camps essencials i afirma que la ment emmagatzema una sèrie de mots amb propietats difuses que s'interrelacionen en xarxa amb les dels veïns i que el context activa una paraula, aquesta informació i l'adjacent, a diferència de l'inventari definit dels estructuralistes.
La semàntica formal es basa en la descomposició de les frases en fórmules matemàtiques que expliquin les combinacions de mots permeses per cada llengua segons les característiques dels mots, la seva funció sintàctica i la funció temàtica que juguin en l'oració. La derivació d'aquesta teoria és el corrent que supedita la semàntica a la lògica formal i, per tant, analitza les condicions de veritat dels enunciats, i no els mots en si mateixos.
El corrent de semàntica conceptual en barreja els anteriors, analitzant els conceptes o idees que posseeix cada persona i que li possibiliten entendre una oració seguint les regles del seu idioma, centrant-se en la denotació del mot i el seu paper com a estructurador de la frase.